# Saint-Polycarpe
Saint-Polycarpe (Sant-Policarpi en occitan) là một xã của Pháp, nằm ở tỉnh Aude trong vùng Occitanie.
Người dân địa phương trong tiếng Pháp gọi là Saint-Polycarpiens.
Xã này cách Limoux 7 km, cách Saint-Hilaire 8 km, và có cự ly 24 km so với Carcassonne, 31 km so với Mouthoumet và 42 km so với Lagrasse.
Saint-Polycarpe nằm bên Méridienne verte.

## Hành chính
| Danh sách các xã trưởng                |                  |               |      |         |
| Giai đoạn                              | Giai đoạn        | Tên           | Đảng | Tư cách |
| tháng 3 năm 2001                       | tháng 3 năm 2008 | Achille Gayla |      |         |
| tháng 6 năm 1995                       | tháng 3 năm 2001 | Achille Gayla |      |         |
| Tất cả các dữ liệu trước đây không rõ. |                  |               |      |         |

## Thông tin nhân khẩu
| 1793 | 1800 | 1806 | 1821 | 1831 | 1836 | 1841 | 1846 | 1851 |
| ---- | ---- | ---- | ---- | ---- | ---- | ---- | ---- | ---- |
| 350  | 186  | 242  | 324  | 300  | 271  | 247  | 376  | 337  |

| 1856 | 1861 | 1866 | 1872 | 1876 | 1881 | 1886 | 1891 | 1896 |
| ---- | ---- | ---- | ---- | ---- | ---- | ---- | ---- | ---- |
| 340  | 341  | 297  | 304  | 307  | 332  | 321  | 275  | 247  |

| 1901 | 1906 | 1911 | 1921 | 1926 | 1931 | 1936 | 1946 | 1954 |
| ---- | ---- | ---- | ---- | ---- | ---- | ---- | ---- | ---- |
| 277  | 290  | 307  | 274  | 269  | 252  | 252  | 215  | 208  |

| 1962                                         | 1968 | 1975 | 1982 | 1990 | 1999 | - | - | - |
| -------------------------------------------- | ---- | ---- | ---- | ---- | ---- | - | - | - |
| 170                                          | 158  | 175  | 188  | 200  | 185  | - | - | - |
| Số liệu kể từ 1962 : dân số không tính trùng |      |      |      |      |      |   |   |   |

Graphique de l'évolution de la population 1794-1999